# إذاعة المدينة إف إم
إذاعة المدينة إف إم (بالإنجليزية: ِAl Madina FM) محطة إذاعية سورية خاصة تبث من دمشق. هي أول إذاعة خاصة تحصل على ترخيص في سوريا. تبث برامجها باللغة العربية إضافة إلى مجموعة من الأغاني بلغات متعددة.